# Pustastyltfluga
Pustastyltfluga (Cryptophlebs kerteszi) är en tvåvingeart som beskrevs av Robert W. Lichtwardt 1898. Pustastyltfluga ingår i släktet Cryptophlebs, och familjen styltflugor. Enligt den svenska rödlistan är arten starkt hotad i Sverige. Arten förekommer i Götaland. Artens livsmiljö är jordbrukslandskap.